# マリオ・アルミランテ
マリオ・アルミランテ（Mario Almirante、1890年2月18日 - 1964年9月30日）は、イタリアの映画監督。

## 作品
- ヴェニスの謝肉祭
- 虹を踏む者
- 恋に生きる女
- 大袈裟な探偵